# Zaroślak żółtobrewy
Zaroślak żółtobrewy (Atlapetes citrinellus) – endemiczny gatunek małego ptaka z rodziny pasówek (Passerellidae). Gatunek o niewielkim zasięgu występowania w północno-zachodniej części Argentyny, na stokach Andów w lasach Yungas. Jest uznawany za gatunek najmniejszej troski.

## Systematyka
Gatunek po raz pierwszy zgodnie z zasadami nazewnictwa binominalnego opisał Jean Cabanis, nadając mu nazwę Buarremon (Atlapetes) citrinellus. Opis ukazał się w 1883 roku w Journal für Ornithologie. Jako miejsce typowe autor wskazał okolice Chaquevil i San Xavier (prowincja Tucuman w Argentynie). IOC nie wyróżnia podgatunków.

### Etymologia
- Atlapetes: połączenie słowa Atlas z gr. πετης petēs – „lotnik”, πετομαι petomai – „latać”[10].
- citrinellus: łac. citrinellus – „cytrynowy”, łac. citrinus – „żółty, cytrynowy”[11].

## Morfologia
Nieduży ptak ze średniej wielkości, grubym u nasady dziobem w kolorze czarnym. Szczęka i żuchwa są lekko zakrzywione. Tęczówki ciemnorude. Nogi od szaroczarnych do ciemnoszarych z różowawym odcieniem. Charakterystyczne ubarwienie tego gatunku ułatwia jego identyfikację. Czoło, ciemię i potylica oliwkowozielone. Brew żółta, pasek oczny czarniawy, policzki żółte z czarnymi przebarwieniami, wyraźny czarniawy wąs. Podbródek czarniawy, gardło żółte. Pierś i boki piersi żółto-oliwkowe, brzuch żółtawy. Górna część ciała zielonkawa, pokrywy i skrzydła zielonkawe z czarnym odcieniem. Lotki zielonkawe z żółtawymi obrysami. Ogon długi, niestopniowany, wszystkie sterówki w kolorze oliwkowożółtym z zielonożółtymi obrzeżami. Brak dymorfizmu płciowego. Długość ciała z ogonem 17 cm; jeden zbadany samiec ważył 28 g.

## Zasięg występowania
Zaroślak żółtobrewy występuje tylko na niewielkim obszarze w północno-zachodniej Argentynie od prowincji Jujuy i Salta poprzez Tucumán do Catamarca.

## Ekologia
Zaroślak żółtobrewy jest gatunkiem endemicznym. Jego głównym habitatem są lasy z przewagą olszy oraz zarośla i obrzeża lasów Yungas. Występuje na wysokościach od 700 do 3100 m n.p.m. (BirdLife International podaje mniejszą wartość górną zasięgu występowania 700–2400 m n.p.m.).
Jest gatunkiem wszystkożernym. Żywi się głównie bezkręgowcami, w tym chrząszczami, mrówkami i innymi błonkoskrzydłymi oraz pająkami, a także owocami roślin z ponad 30 gatunków. Stwierdzono, że odgrywa ważną rolę w rozsiewaniu nasion. Żeruje zwykle bezpośrednio na ziemi lub nisko nad nią, choć owoce zjada w podszycie, a niekiedy w koronach drzew. Występuje zazwyczaj w parach lub niewielkich grupach rodzinnych.

### Rozmnażanie
Nie ma wielu informacji o gniazdowaniu, rozmnażaniu i wychowywaniu piskląt. Sezon lęgowy prawdopodobnie przypada na okres od listopada do stycznia/lutego. Gniazdo zaroślaka żółtobrewego umieszczane jest na niewielkich krzewach. W lęgu zazwyczaj 2–3 jaja, białe z różowawym odcieniem i brązowymi plamkami.

## Status
W Czerwonej księdze gatunków zagrożonych IUCN zaroślak żółtobrewy klasyfikowany jest jako gatunek najmniejszej troski (od 1988 roku jako Lower Risk/Least Concern, od 2004 roku jako Least Concern). Jego zasięg występowania według szacunków organizacji BirdLife International obejmuje 13,5 tys. km². Liczebność populacji nie została oszacowana, ale gatunek opisywany jest jako dość pospolity. BirdLife International uznaje trend liczebności populacji za spadkowy ze względu na niszczenie siedlisk. BirdLife International wymienia 16 ostoi ptaków IBA, w których ten gatunek występuje, wszystkie w Argentynie, są to m.in.: Park Narodowy El Rey, Park Narodowy Calilegua, Parque Provincial La Florida, Parque Nacional Campo de los Alisos, Parque Provincial Los Ñuñorcos y Reserva Natural Quebrada del Portugués.